# Пріорка
Пріо́рка — історична місцевість у північній частині правобережжя Києва, де розташовані сучасні Вишгородський та Мостицький масиви, місцевості Кинь-Ґрусть і Крістерова гірка. Межує на півдні з Куренівкою, на заході — з Мостицьким масивом, Вітряними горами і селищем Шевченка, на півночі — з Мінським масивом і лісом, на сході — з Оболонню. Основні вулиці Пріорки — Автозаводська, Вишгородська і Мостицька.

## Історія
На Пріорці виявлено сліди палеолітичної стоянки.

### Домініканський період
У першій половині 13-го століття у цій місцевості виникло поселення Яцківка (або Іоакінфівка) засноване домініканським ченцем Яцеком (Іоакінфом) Одровонжем, який у 1222–1226 роках проповідував у Києві католицизм і заснував Богородицький домініканський монастир. Від того часу поселення належало монастирю. Першим пріором (настоятелем) монастиря був Годін.
Слобідку під назвою Пріорка (від пріора) тут заснував домініканський чернець, генеральний проповідник монастиря Петро Розвадовський невдовзі після 1629 року.
У своїх записках 1634–1664 років Петро Розвадовський писав, що монастирю тут належала широка місцевість від річки Сирець до селища Берковець включно, до річок Ірпеня і річок Горенка та Водиця на межі із Вишгородською землею. Зокрема, про Пріорку він писав наступне:
Монастирські землі починаються від річки Сирець за Кирилівським монастирем у бік Пріорки, одразу за мостом перед великим хрестом. З правого боку колись було поселення Яцківка (Іоакінфівка), з якої ми платили подвірний податок (за квитанціями 1629 року). Я не застав уже того поселення: але на тому ж місці поставили постоялий дім, і з нього був дохід.
Також у своїх записках Розвадовський згадує, що у Пріорці рада отців монастиря (конвенту) дозволила збудувати руську, тобто православну, церкву.
Згодом назва Пріорки трансформувалась у народній традиції в Преварку, Приварку, Переварку тощо. Також зустрічалася назва «поля конвентські».

### Гетьманщина
Після польсько-козацької війни 1648—1657 років Пріорка змінює власника. За одними відомостями, вона з 1650-х років належала київському полковнику Яненку-Хмельницькому та його наступникам. За іншими відомостями, вона була конфіскована у домініканського монастиря і передана київському Братському Богоявленському монастирю, чиє володіння було підтверджене грамотою російських царів Петра I та Івана V за 1694 рік.
У 1654 році у Пріорці налічувалося 20 хат.

### Київський магістрат
У 1701 році указом гетьмана Івана Мазепи Пріорка була передана Київському магістрату. Це володіння було закріплено у 1710 році грамотою Петра I, яким вона була передана в управління київського війта Дмитра Полоцького, а пізніше — грамотою гетьмана Данила Апостола, у якій вона була названа селом.
У 1723 році тут налічувалося 94 хати, а 1736 році — 87 хат.
На картах середини 18 століття село локалізується на перетині сучасних вулиць Вишгородської та Мостицької. Через Пріорку проходила дорога на Вишгород і Межигірський монастир уздовж сучасних Кирилівської та Вишгородської вулиць. Також у Пріорці починалася «Бита Гостомська вона ж Мостицька» дорога, що вела на Гостомель, перетинаючи річку Ірпінь у Мостищі і проходячи поряд із Синім озером.

### Передмістя Києва
Спеціалізацією околиці на середину 19 століття залишались городництво, садівництво, ягідництво, виноградарство, цим місцеві жителі займались ще донедавна: вирощували редиску, салат, огірки, помідори, баклажани та продавали свої продукти на базарах. Процвітало тут і кустарне виробництво: гончарство, бондарство, люди тримали винокурні та варили пиво.
У другій половині 19-го століття Пріорка перетворюється на дачне передмістя Києва і значною мірою перебуває у користуванні Товариства київських обивателів. Приблизно у цей час формується схема шляхів сполучення на Пріорці, залишки якої збереглись і донині.

### У межах Києва
У 1880 році Пріорка увійшла до складу Києва.
Станом на 1894 рік Пріорка входила до Плоської поліцейської дільниці Києва і простягалася територіями сучасних Вишгородського і Мостицького масивів уздовж Вишгородської та сучасних Автозаводської і Мостицької вулиць. Зокрема тут знаходилися:
- вулиці Вишгородська, Старозабарська, Новозабарська, Пісочна, Лугова, Дачна, Мала Мостицька;
- дорога Білицька;
- церква Покрови Пресвятої Богородиці;
- урочище Западинці;
- струмки Коноплянка, Курячий брід і Западинський.

Також тут знаходилися дачі:
- Графа Браницького — нині промзона навколо Інституту імені Бакуля,
- «Кинь Ґрусть» і Коробкіна — нині місцевість Кинь-Ґрусть,

- Крістера — нині місцевість Крістерова гірка.

Згідно перепису 1926 року у Пріорці налічувалося 1187 володінь і проживало 5802 людей (2797 чоловіків та 3005 жінок).

### Сучасна забудова

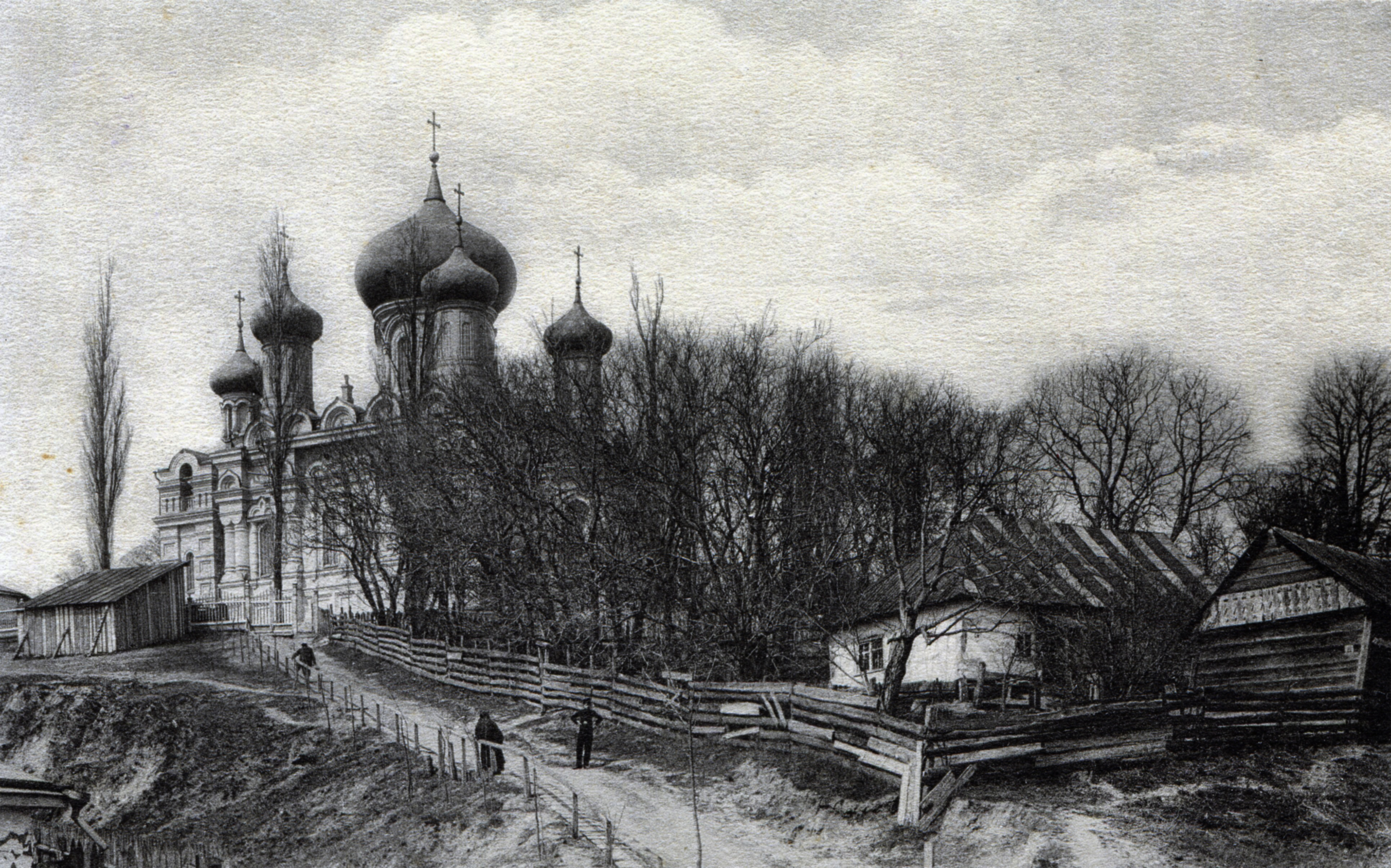
Покровський храм на Пріорці, поч.ХХ ст.

У 1960–80-х роках Пріорку майже повністю переплановано і перебудовано. Від старої забудови залишилися Покровська церква, кілька житлових будинків, зокрема меморіальні — музеї Фотія Красицького та «Хата на Пріорці».
У 1960 році починається реконструкція житлового фонду між вулицею Пріорською і площею Тараса Шевченка, де було збудовано Вишгородський масив. Загальна площа реконструкції склала 112 га, яка була забудована новими 5- і 9-поверховими житловими будинками.
Забудова в північному напрямку велася вздовж Полярної вулиці. Тут на площі 65 га в 1971—1975 роках споруджено 300 тис. м². житлового фонду, який представлений 9-поверховими будинками з цегляних блоків і залізобетонних панелей і 16-поверховими будинками. Характерним для цього масиву є значна кількість будинків для малосімейних (37,3 %). У 1989—1990 роках забудовано мікрорайон на вулицях Бережанській і Петра Панча.
У середині 2000-х років на Вишгородській вулиці, на території суміжній із пам'яткою природи «Крістерова гірка», було розпочато будівництво житлового комплексу «Паркове місто».